# 会津盐泽站
會津鹽澤站（日语：／ Aizu-shiozawa eki */?）是一個位於福島縣南會津郡只見町大字鹽澤字上田，屬於東日本旅客鐵道（JR東日本）只見線的鐵路車站。

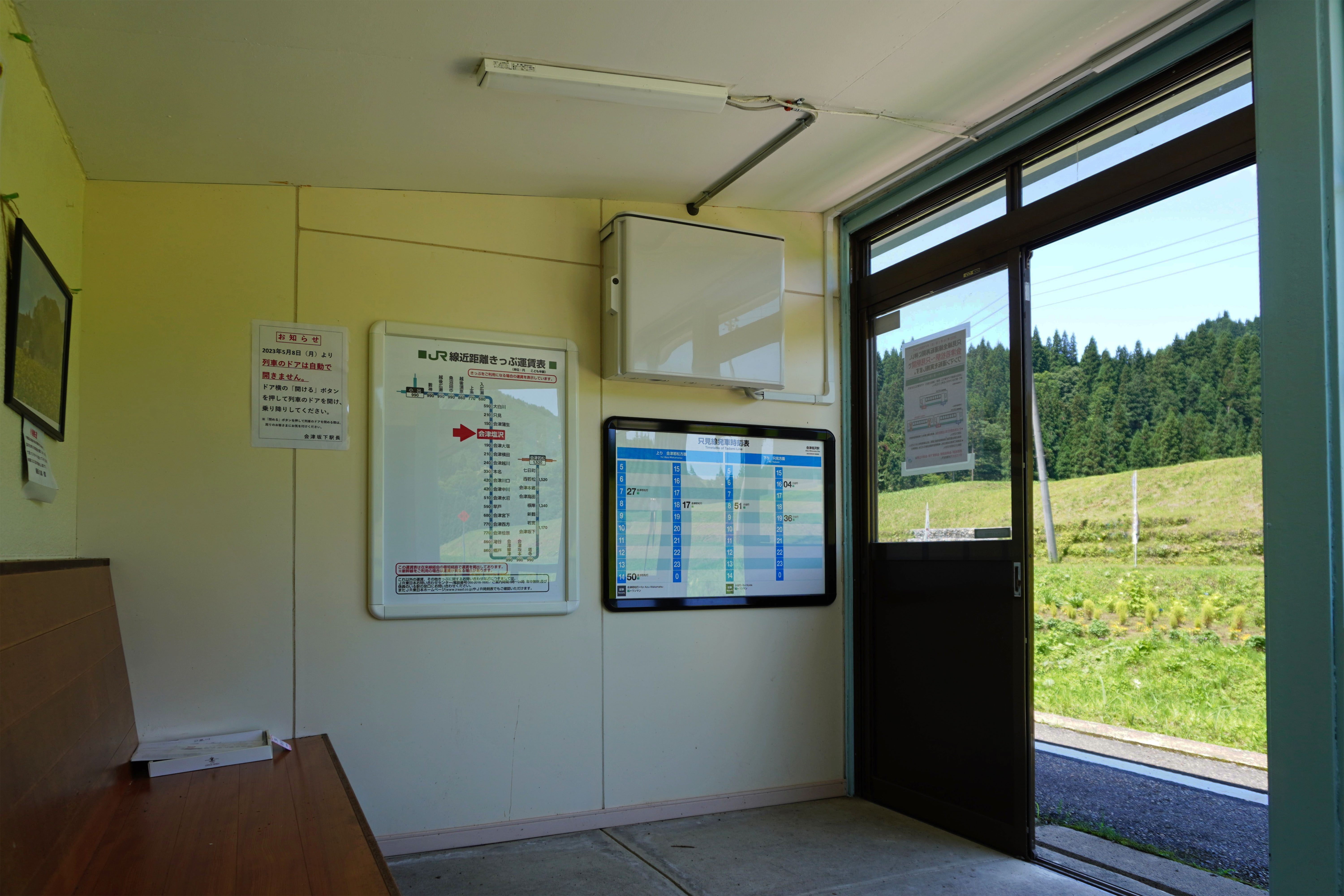
候車室內（2023年7月）

## 車站結構
側式月台1面1線的地面車站。因月台長度短，兩節車廂以上的列車停靠時，只能從前進方向的第一節車廂上下車。本站沒有站房，只有簡易候車室，旁設有存放養路器材的小型倉庫。 

## 相鄰車站
東日本旅客鐵道
■只見線
會津大鹽－會津鹽澤－會津蒲生